# Léo Petit
Léo Petit est un musicien français de jazz, guitariste (guitare et guitare basse) et arrangeur musical né à Haubourdin le 22 septembre 1923 et décédé à La Garenne-Colombes le 10 février 2017.
Musicien de studio réputé, il a participé à de nombreux enregistrements de disques, notamment ceux de Brigitte Bardot, Mama Béa, Guy Béart, Jacques Brel, Lucienne Delyle, Ella Fitzgerald, Claude François, Serge Gainsbourg, France Gall, Juliette Gréco, Georges Guétary, Johnny Hallyday, Françoise Hardy, Serge Lama, Francis Lemarque, Yves Montand, Édith Piaf, Henri Salvador, Sheila, Sylvie Vartan...

## Biographie
Originaire du Nord de la France, Léo Petit commence, à 14 ans, par jouer de la batterie dans le café dancing de ses parents. Lors de la Seconde Guerre mondiale, à la suite de l'affectation du père dans la brigade de sapeurs-pompiers de Paris, la famille s'installe dans la capitale.
Léo Petit découvre en même temps le jazz, Django Reinhardt et la guitare. C'est ce qui le décide à devenir guitariste et, grâce à de petits boulots, il parvient à s'acheter une guitare du luthier français Selmer, célèbre pour être le fournisseur de Django Reinhardt. Il suit des cours pour apprendre à en jouer, se révèle doué et commence à se produire le soir dans les cafés avec un petit orchestre avant d'être engagé en 1943 dans celui d'Aimé Barelli qui anime notamment les soirées du Bœuf sur le toit. Et c'est le début des séances en studio pour l'enregistrement des chansons de Lucienne Delyle, épouse d'Aimé Barelli.
Dans les années 1950, il travaille avec le chef d'orchestre Jacques Denjean, effectue des tournées en Europe, se produit dans le cabaret parisien La Tête de l'art et participe aux premiers enregistrements d'Henri Salvador alias Henry Cording sous la direction artistique de Boris Vian (1956).
Léo Petit, instrumentiste innovateur, est le premier en France à acquérir une guitare Fender. Parallèlement, il utilise durant plus de quarante ans, une guitare 12 cordes des luthiers français Jacobacci.
Il devient « un requin de studios » et travaille avec quelques-uns des plus célèbres producteurs de musique/réalisateurs artistiques de l'époque comme Denis Bourgeois, Jacques Plait ou Jacques Wolfsohn qui œuvrent pour de grands labels discographiques comme Philips, Pathé Marconi ou Vogue.
Durant les années 1960, il compose et arrange quelques morceaux pour la guitare sous le pseudonyme de William Stanray et enregistre plusieurs 45 tours avec son groupe sous différents noms : Les Guitares du Diable, Léo Petit, Ses Guitares Et Ses Cro-Magnon Boys ou encore Léo Petit, ses guitares et ses rythmes. Sa composition Galaxie reste son plus grand succès dans ce domaine (1964).
Léo Petit a également été arrangeur, notamment pour Johnny Hallyday (Souvenirs, souvenirs, 1960), et pour Éric Charden (Claudie, Pas question, S'il fallait, Va-t'en de ma vie, 1966).
Il crée également un livret d'une méthode de guitare, pour apprendre les accords d'accompagnement pour la guitare rythmique.
Il compose également pour Bernard Lavilliers (L'Oiseau de satin, Légende, 1967), Corinne Marchand (L'Adieu, La Plage, 1964) et Sheila (On est heureux, 1966).